# Božena Kvapilová-Justová
Božena Kvapilová-Justová (31. května 1859 Praha-Malá Strana – 10. srpna 1925 Praha) byla česká spisovatelka, básnířka, překladatelka a malířka.

## Životopis
Její rodiče byli Anton Just, měšťan (1811–1861) a Antonia Hochmanová-Justová-Trunečková (1834). Matka se po manželově smrti provdala roku 1867 za Josefa Hochmanna (1836–1899). Božena měla dva vlastní sourozence: JUDr. Antonína Justa (1858–1904) a Annu Hübnerovou (1861–1891) herečku, manželku Václava Hübnera a šest nevlastních: Josefu Hoffmannovou (1870), Antonii Krejčovou (1871), Josefa Hochmanna (1873), Jaroslava Hochmanna (1875), Ludmilu Hackenbergerovou (1877) a Miladu Vožickou (1880).
Provdala se roku 1880 za Františka Kvapila (1855–1925) českého básníka, publicistu, překladatele a ředitele kanceláře Muzea Království Českého. S manželem měli dvě děti: Ilju (zemřel jako dítě) a akademickou malířku Boženu Kvapilovou (1884–1938).
Božena byla básnířka, prozaička a překladatelka z polštiny. Publikovala v časopisech Lumír, Ruch a Květy. Byla také malířkou, malovala zejména podobizny a pohádkové dojmy z oboru lidové fantazie.
Zemřela roku 1925 a byla pohřbena na Olšanských hřbitovech.

## Dílo

### Básně
- Z dětského světa; Májové jitro; Děti na prázdninách; Vánoční hvězda – Praha: Alois Wiesner, 1886[8]
- V zahradě mládí – Praha: Alois Hynek, 1904

### Próza
- Patnáctiletá: Obrázky z dívčího života naší doby – se 7 obrázky Huga Böttingra. Praha: Alois Hynek, 1905
- Mařenka Trojanová: obrázky z dívčího života – s ilustracemi Artuše Scheinera. Praha: Alois Hynek, [1925][9]

### Překlady
- Zapadlý svět a jiné povídky – Iza Sawická; z polštiny. Praha: František Šimáček, 1891[10]
- Mirtala: román ze Starého Říma – Eliza Orzeszkowa. Praha: F. Šimáček, 1893[11]
- Bez návratu; Lítos; Posluha – Iza Sawická. Praha: F. Šimáček, 1894[12]
- Varhaník – Iza Sawická; in: 1000 nejkrásnějších novel č. 26. Praha: J. R. Vilímek, 1912

### Výstava
- Souborná výstava – Praha: Dům umělců, 1924[13]

### Obrazy
- Motýlí víla: tempera/papír, 35,5 cm × 50 cm, signováno vpravo dole BOŽA KVAPILOVÁ, s rámem 49 cm × 66 cm
- dilo-148-01221-1-v2